# Saffré
Saffré é uma comuna francesa na região administrativa da Pays de la Loire, no departamento de Loire-Atlantique. Estende-se por uma área de 57,46 km², com 2 679 habitantes, segundo os censos de 1999, com uma densidade de 46 hab/km².